# Линд (национальный парк)
Линд (англ. Lind National Park) — национальный парк, расположенный на востоке Виктории в Австралии в регионе Ист-Гиппсленд. Основан в 1925 году и назван в честь сэра Альберта Линда, бывшего министра сельского хозяйства Виктории, который открыл пять новых национальных парков. Площадь парка составляет 13,7 км². Расположен между Орбостом и Канн-Ривер в 353 км к востоку от Мельбурна.

## История
Во время золотой лихорадкой Виктории 1860-х годов в этом районе в ручьях промывали золото. Небольшой город Клуб-Террас был назван в честь шахты «Туз треф» и вскрышных террас, оставшихся после прекращения поисков золота.

## Растительность
В Национальном парке Линд произрастает тропический лес с тёплым умеренным климатом и большим разнообразием видов эвкалиптов, включая Eucalyptus punctata, эвкалипт косой и Eucalyptus sieberi. Вдоль ручьёв встречается мята перечная. С октября по декабрь цветёт телопея цветёт темно-красными.

## Туризм
На берегу Граулер-Крик есть место для пикника. Проведённая лесная дорога Юкр-Вэлли позволяет путешествовать по тропическому лесу на машине.